# Сардина європейська
Сардина європейська (Sardina pilchardus) — єдиний представник роду Sardina, родини Оселедцевих.

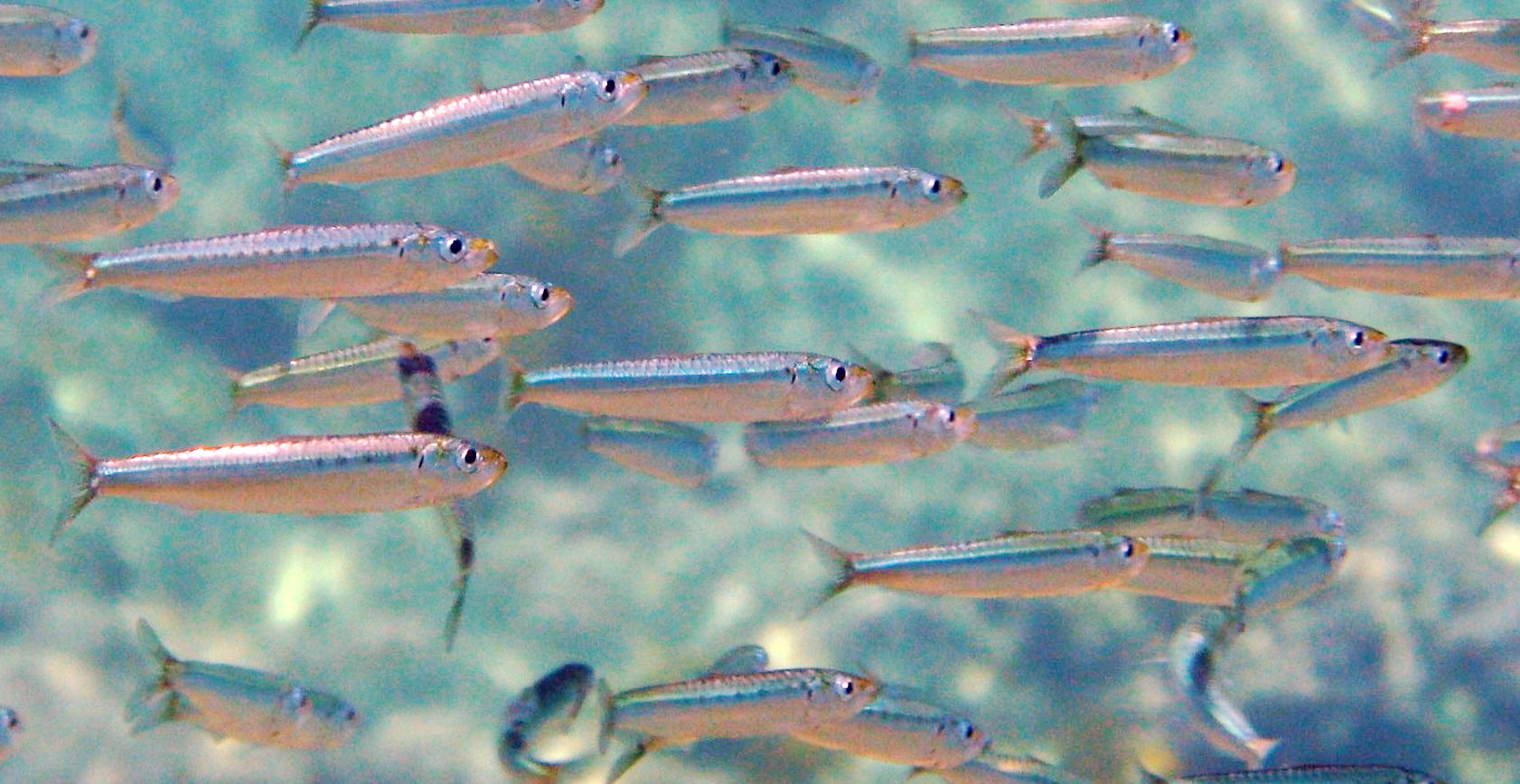
Зграйка сардин біля берегів Італії

Літоральний вид. Формує зграйки, зазвичай на глибинах 25-55 іноді навіть 100 м вдень, підіймаючись до 10-35 м вночі. Живиться здебільш зоопланктоном, а також більшими організмами. Нерестує у відкритому морі або біля берегів, продукуючи 50,000-60,000 ікринок середнього діаметра 1,5 мм.